# Pterostichus morionides
Pterostichus morionides är en skalbaggsart som beskrevs av Maximilien de Chaudoir. Pterostichus morionides ingår i släktet Pterostichus och familjen jordlöpare. Inga underarter finns listade i Catalogue of Life.

## Bildgalleri

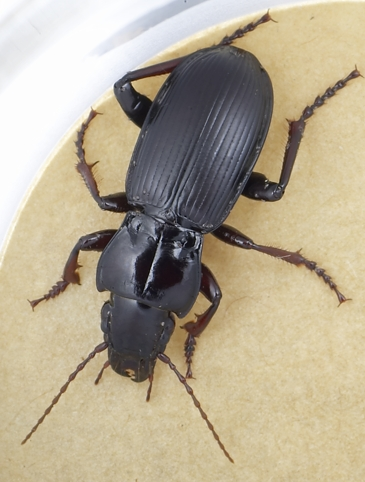